# Gran maestro dell'Ordine di Malta
Il Gran Maestro (in latino Magnus Magister) del Sovrano Militare Ordine di Malta, o precisamente "Sovrano Militare Ordine Ospedaliero di San Giovanni di Gerusalemme, di Rodi e di Malta", è nell'organizzazione di governo il superiore religioso e sovrano, nonché la suprema autorità istituzionale con il titolo di principe.
Viene eletto dal Consiglio Compìto di Stato tra i cavalieri professi dell'ordine e la durata del suo incarico è di 10 anni o fino al raggiungimento degli 85 anni; precedentemente al 2022, invece, la carica era vitalizia. Per la Santa Sede il Gran Maestro è allo stesso tempo a capo di uno Stato sovrano (senza territorialità) e a capo di un Ordine religioso.
Al Gran Maestro la Chiesa cattolica attribuisce il rango di cardinale.
La residenza ufficiale del Gran Maestro è nel Palazzo Magistrale a Roma, in via dei Condotti.

## Elenco dei gran maestri
L'ordine è stato fondato nel 1099, e ha ottenuto il riconoscimento papale nel 1113. Questo l'elenco dei Gran maestri.

### Sede dell'Ordine in Terrasanta
| Nº | Ritratto | Stemma Araldico | Nome (nascita–morte)                         | Magistero               | Magistero        | Provenienza                            | Note                                                                    |
| Nº | Ritratto | Stemma Araldico | Nome (nascita–morte)                         | Inizio                  | Fine             | Provenienza                            | Note                                                                    |
| -- | -------- | --------------- | -------------------------------------------- | ----------------------- | ---------------- | -------------------------------------- | ----------------------------------------------------------------------- |
| 1  |          |                 | Beato Gerardo Sasso (1040ca–1120)            | 1099 / 15 febbraio 1113 | 3 settembre 1120 | Ducato di Puglia e Calabria (?)        | L'Ordine viene riconosciuto ufficialmente nel 1113 dal papa Pasquale II |
| 2  |          |                 | Beato Raymond du Puy de Provence (1083–1160) | 1120                    | 1160             | Delfinato                              |                                                                         |
| 3  |          |                 | Auger de Balben (?–1162)                     | 1160                    | 1162             | Francia (?)                            |                                                                         |
| 4  |          |                 | Arnaud de Comps (?–1163)                     | 1162                    | 1163             | Francia (?)                            |                                                                         |
| 5  |          |                 | Gilbert d'Aissailly (?–1183)                 | 1163                    | 1169/70          | Francia / Inghilterra (?)              | Dimesso o deposto                                                       |
| 6  |          |                 | Gastone de Murols (?–1172)                   | 1170 circa              | 1172 circa       | Francia (?)                            |                                                                         |
| 7  |          |                 | Gilberto di Siria (?–1177)                   | 1172 circa              | 1177             |                                        |                                                                         |
| 8  |          |                 | Roger de Moulins (?–1187)                    | 1177                    | 1187             | Francia (?)                            |                                                                         |
| 9  |          |                 | Hermangard d'Asp (?–1192)                    | 1188                    | 1190 circa       |                                        |                                                                         |
| 10 |          |                 | Garnier de Naplouse (?–1192)                 | 1190                    | 1192             | Regno di Gerusalemme / Inghilterra (?) |                                                                         |
| 11 |          |                 | Geoffroy de Donjon (?–1202)                  | 1193                    | 1202             | Francia                                |                                                                         |
| 12 |          |                 | Afonso de Portugal (1135–1207)               | 1202                    | 1206             | Portogallo                             | Dimesso                                                                 |
| 13 |          |                 | Geoffrey le Rat (?–1207)                     | 1206                    | 1207             | Francia                                |                                                                         |
| 14 |          |                 | Guerin de Montaigu (?–1236)                  | 1207                    | 1228             | Francia                                |                                                                         |
| 15 |          |                 | Bertrand de Thessy (?–1231)                  | 1228                    | 1231             |                                        |                                                                         |
| 16 |          |                 | Guerin de Montaigu (?–1236)                  | 1231                    | 1236             |                                        |                                                                         |
| 17 |          |                 | Bertrand de Comps (?–1240)                   | 1236                    | 1240             | Provenza                               |                                                                         |
| 18 |          |                 | Pierre de Vielle-Bride (?–1242)              | 1240                    | 1242             | Francia                                |                                                                         |
| 19 |          |                 | Guillaume de Chateauneuf (?–1258)            | 1242                    | 1258             | Francia                                |                                                                         |
| 20 |          |                 | Hugues de Revel (?–1277)                     | 1258                    | 1277             | Provenza / Inghilterra (?)             |                                                                         |
| 21 |          |                 | Nicolas de Lorgne (?–1284)                   | 1277                    | 1284             |                                        |                                                                         |

### Sede dell'Ordine a Cipro
| Nº | Ritratto | Stemma Araldico | Nome (nascita–morte)           | Magistero | Magistero | Provenienza | Note                                                        |
| Nº | Ritratto | Stemma Araldico | Nome (nascita–morte)           | Inizio    | Fine      | Provenienza | Note                                                        |
| -- | -------- | --------------- | ------------------------------ | --------- | --------- | ----------- | ----------------------------------------------------------- |
| 22 |          |                 | Jean de Villiers (?–1293)      | 1284/5    | 1293      | Francia     | Nel 1291 trasferisce la sede dell'Ordine nel Regno di Cipro |
| 23 |          |                 | Odon de Pins (?–1296)          | 1294      | 1296      | Provenza    |                                                             |
| 24 |          |                 | Guillaume de Villaret (?–1305) | 1296      | 1305      | Provenza    |                                                             |

### Sede dell'Ordine a Rodi
| Nº | Ritratto | Stemma Araldico | Nome (nascita–morte)                  | Magistero        | Magistero        | Provenienza          | Note                                                                                                   |
| Nº | Ritratto | Stemma Araldico | Nome (nascita–morte)                  | Inizio           | Fine             | Provenienza          | Note                                                                                                   |
| -- | -------- | --------------- | ------------------------------------- | ---------------- | ---------------- | -------------------- | --- |
| 25 |          |                 | Foulques de Villaret (?–1327)         | 1305             | 1319             | Provenza             | Nipote di Guillaume de Villaret; guida la conquista ospitaliera di Rodi tra il 1306 e il 1310; deposto |
| 26 |          |                 | Hélion de Villeneuve (1270ca–1346)    | 1319             | 1346             | Provenza             | |
| 27 |          |                 | Dieudonné de Gozon (?–1353)           | 1346             | 1353             | Provenza             | |
| 28 |          |                 | Pierre de Corneillan (?–1355)         | 1353             | 1355             | Provenza             | |
| 29 |          |                 | Roger de Pins (?–1365)                | 1355             | 1365             | Provenza             | |
| 30 |          |                 | Raymond Berenger (?–1374)             | 1365             | 1374             |                      | |
| 31 |          |                 | Robert de Juliac (?–1376)             | 1374             | 1376             | Francia              | |
| 32 |          |                 | Juan Fernández de Heredia (1310–1396) | 1376             | 1396             | Aragona              | |
| 33 |          |                 | Riccardo Caracciolo (?–1395)          | 1383             | 1395             | Regno di Napoli      | Eletto da una parte dei cavalieri in opposizione a Juan Fernández de Heredia                           |
| 34 |          |                 | Philibert de Naillac (?–1421)         | 1396             | 1421             | Francia              | |
| 35 |          |                 | Antonio Fluvian de Riviere (?–1437)   | 1421             | 1437             | Aragona              | |
| 36 |          |                 | Jean de Lastic (1371–1454)            | 1437             | 1454             | Francia              | |
| 37 |          |                 | Jacques de Milly (?–1461)             | 1454             | 17 agosto 1461   | Francia              | |
| 38 |          |                 | Pietro Raimondo Zacosta (?–1467)      | 1461             | 28 febbraio 1467 | Aragona              | |
| 39 |          |                 | Giovanni Battista Orsini (?–1476)     | 1467             | 8 giugno 1476    | Stato Pontificio (?) | |
| 40 |          |                 | Pierre d'Aubusson (1423–1503)         | 1476             | 3 luglio 1503    | Francia              | Creato Cardinale nel 1486 da Papa Innocenzo VIII                                                       |
| 41 |          |                 | Emery d'Amboise (1434–1512)           | 1503             | 13 novembre 1512 | Francia              | |
| 42 |          |                 | Guy de Blanchefort (1446–1513)        | 1512             | 24 novembre 1513 | Francia              | |
| 43 |          |                 | Fabrizio del Carretto (1455–1521)     | 13 dicembre 1513 | 10 gennaio 1521  | Marchesato di Finale | |

### Sede dell'Ordine a Malta
| Nº                                                         | Ritratto | Stemma Araldico | Nome (nascita–morte)                                           | Magistero         | Magistero         | Provenienza                       | Note                                                                                     |
| Nº                                                         | Ritratto | Stemma Araldico | Nome (nascita–morte)                                           | Inizio            | Fine              | Provenienza                       | Note                                                                                     |
| ---------------------------------------------------------- | -------- | --------------- | -------------------------------------------------------------- | ----------------- | ----------------- | --------------------------------- | ---------------------------------------------------------------------------------------- |
| 44                                                         |          |                 | Philippe Villiers de L'Isle-Adam (1464–1534)                   | 21 gennaio 1521   | 21 agosto 1534    | Francia                           | Nel 1522 l'Ordine perde il controllo di Rodi e nel 1530 stabilisce la nuova sede a Malta |
| 45                                                         |          |                 | Piero de Ponte (1462–1535)                                     | 26 agosto 1534    | 12 novembre 1535  | Ducato di Savoia                  |                                                                                          |
| 46                                                         |          |                 | Didier de Saint-Jaille (?–1536)                                | 22 novembre 1535  | 26 settembre 1536 | Francia                           |                                                                                          |
| 47                                                         |          |                 | Juan de Homedes (1477–1553)                                    | 20 ottobre 1536   | 6 settembre 1553  | Impero spagnolo (Aragona)         |                                                                                          |
| 48                                                         |          |                 | Claude de la Sengle (1494–1557)                                | 11 settembre 1553 | 17 agosto 1557    | Francia                           |                                                                                          |
| 49                                                         |          |                 | Jean de la Valette (1495–1568)                                 | 21 agosto 1557    | 21 agosto 1568    | Francia                           | Protagonista del Grande Assedio di Malta                                                 |
| 50                                                         |          |                 | Pietro del Monte (1495/6–1572)                                 | 23 agosto 1568    | 27 gennaio 1572   | Toscana                           |                                                                                          |
| 51                                                         |          |                 | Jean de la Cassiere (1502–1581)                                | 30 gennaio 1572   | 21 dicembre 1581  | Francia                           |                                                                                          |
| Luogotenente di Gran Maestro: Mathurin Romegas (1577-1581) |          |                 |                                                                |                   |                   |                                   |                                                                                          |
| 52                                                         |          |                 | Hugues Loubenx de Verdalle (1531–1595)                         | 12 gennaio 1582   | 4 maggio 1595     | Francia                           | Creato Cardinale nel 1587 da Papa Sisto V                                                |
| 53                                                         |          |                 | Martin Garzez (1526–1601)                                      | 8 maggio 1595     | 7 febbraio 1601   | Impero spagnolo (Aragona)         |                                                                                          |
| 54                                                         |          |                 | Alof de Wignacourt (1547–1622)                                 | 10 febbraio 1601  | 14 settembre 1622 | Francia                           |                                                                                          |
| 55                                                         |          |                 | Luis Mendez de Vasconcellos (1542–1623)                        | 17 settembre 1622 | 7 marzo 1623      | Impero spagnolo (Portogallo)      |                                                                                          |
| 56                                                         |          |                 | Antoine de Paule (1554–1636)                                   | 10 marzo 1623     | 7 giugno 1636     | Francia                           |                                                                                          |
| 57                                                         |          |                 | Giovanni Paolo Lascaris di Ventimiglia e Castellar (1560–1657) | 16 giugno 1636    | 14 agosto 1657    | Ducato di Savoia                  |                                                                                          |
| 58                                                         |          |                 | Martin de Redin (1590–1660)                                    | 17 agosto 1657    | 6 febbraio 1660   | Impero spagnolo (Navarra)         |                                                                                          |
| 59                                                         |          |                 | Annet de Clermont-Gessant (1587–1660)                          | 9 febbraio 1660   | 2 giugno 1660     | Francia                           |                                                                                          |
| 60                                                         |          |                 | Rafael Cotoner (1601–1663)                                     | 5 giugno 1660     | 20 ottobre 1663   | Impero spagnolo (Aragona)         |                                                                                          |
| 61                                                         |          |                 | Nicolas Cotoner (1608–1680)                                    | 23 ottobre 1663   | 29 aprile 1680    | Impero spagnolo (Aragona)         | Fratello di Rafael Cotoner                                                               |
| 62                                                         |          |                 | Gregorio Carafa (1615–1690)                                    | 2 maggio 1680     | 21 luglio 1690    | Impero spagnolo (Regno di Napoli) |                                                                                          |
| 63                                                         |          |                 | Adrien de Wignacourt (1618–1697)                               | 27 luglio 1690    | 4 febbraio 1697   | Francia                           | Nipote di Alof de Wignacourt                                                             |
| 64                                                         |          |                 | Ramon Perellos y Roccaful (1635–1720)                          | 5 febbraio 1697   | 10 gennaio 1720   | Impero spagnolo (Aragona)         |                                                                                          |
| 65                                                         |          |                 | Marc'Antonio Zondadari (1658–1722)                             | 14 gennaio 1720   | 16 giugno 1722    | Toscana                           |                                                                                          |
| 66                                                         |          |                 | António Manoel de Vilhena (1663–1736)                          | 19 giugno 1722    | 12 dicembre 1736  | Portogallo                        |                                                                                          |
| 67                                                         |          |                 | Ramon Despuig (1670–1741)                                      | 16 dicembre 1736  | 15 gennaio 1741   | Spagna                            |                                                                                          |
| 68                                                         |          |                 | Manuel Pinto de Fonseca (1681–1773)                            | 18 gennaio 1741   | 24 gennaio 1773   | Portogallo                        |                                                                                          |
| 69                                                         |          |                 | Francisco Ximenes de Texada (1703–1775)                        | 28 gennaio 1773   | 9 novembre 1775   | Spagna                            |                                                                                          |
| 70                                                         |          |                 | Emmanuel de Rohan-Polduc (1725–1797)                           | 12 novembre 1775  | 13 luglio 1797    | Spagna                            |                                                                                          |
| 71                                                         |          |                 | Ferdinand von Hompesch zu Bolheim (1744–1805)                  | 17 luglio 1797    | 6 luglio 1799     | Elettorato di Colonia             | I francesi conquistano Malta nel 1798                                                    |

### Sede dell'Ordine a San Pietroburgo
| Nº                                                           | Ritratto | Stemma Araldico | Nome (nascita–morte)                   | Magistero        | Magistero     | Provenienza | Note                 |
| Nº                                                           | Ritratto | Stemma Araldico | Nome (nascita–morte)                   | Inizio           | Fine          | Provenienza | Note                 |
| ------------------------------------------------------------ | -------- | --------------- | -------------------------------------- | ---------------- | ------------- | ----------- | -------------------- |
| 72                                                           |          |                 | de facto Paolo I di Russia (1754–1801) | 10 dicembre 1798 | 23 marzo 1801 | Russia      | Imperatore di Russia |
| Luogotenente de facto: Nikolaj Ivanovič Saltykov (1801–1803) |          |                 |                                        |                  |               |             |                      |

### Sede dell'Ordine a Messina, a Catania e a Ferrara
| Nº                                                                       | Ritratto | Stemma Araldico | Nome (nascita–morte)                  | Magistero       | Magistero      | Provenienza | Note                     |
| Nº                                                                       | Ritratto | Stemma Araldico | Nome (nascita–morte)                  | Inizio          | Fine           | Provenienza | Note                     |
| ------------------------------------------------------------------------ | -------- | --------------- | ------------------------------------- | --------------- | -------------- | ----------- | ------------------------ |
| 73                                                                       |          |                 | Giovanni Battista Tommasi (1731–1805) | 9 febbraio 1803 | 13 giugno 1805 | Toscana     | Nominato da Papa Pio VII |
| Luogotenente di Gran Maestro: Innico Maria Guevara-Suardo (1805–1814)    |          |                 |                                       |                 |                |             |                          |
| Luogotenente di Gran Maestro: Andrea Di Giovanni y Centellés (1814–1821) |          |                 |                                       |                 |                |             |                          |
| Luogotenente di Gran Maestro: Antonio Busca (1821–1834)                  |          |                 |                                       |                 |                |             |                          |

### Sede dell'Ordine a Roma
| Nº                                                                                      | Ritratto | Stemma Araldico | Nome (nascita–morte)                                      | Magistero      | Magistero        | Provenienza               | Note    |
| Nº                                                                                      | Ritratto | Stemma Araldico | Nome (nascita–morte)                                      | Inizio         | Fine             | Provenienza               | Note    |
| --------------------------------------------------------------------------------------- | -------- | --------------- | --------------------------------------------------------- | -------------- | ---------------- | ------------------------- | ------- |
| Luogotenente di Gran Maestro: Carlo Candida (1834–1845)                                 |          |                 |                                                           |                |                  |                           |         |
| Luogotenente di Gran Maestro: Filippo di Colloredo-Mels (1845–1864)                     |          |                 |                                                           |                |                  |                           |         |
| Luogotenente di Gran Maestro: Alessandro Borgia (1864–1872)                             |          |                 |                                                           |                |                  |                           |         |
| Luogotenente di Gran Maestro: Giovanni Battista Ceschi a Santa Croce (1872–1879)        |          |                 |                                                           |                |                  |                           |         |
| 74                                                                                      |          |                 | Giovanni Battista Ceschi a Santa Croce (1827–1905)        | 28 marzo 1879  | 24 gennaio 1905  | Austria-Ungheria (Tirolo) |         |
| 75                                                                                      |          |                 | Galeazzo von Thun und Hohenstein (1849–1931)              | 6 marzo 1905   | 26 marzo 1931    | Austria-Ungheria (Tirolo) |         |
| 76                                                                                      |          |                 | Ludovico Chigi Albani della Rovere (1866–1951)            | 30 marzo 1931  | 14 novembre 1951 | Italia                    |         |
| Luogotenente di Gran Maestro: Antonio Hercolani Fava Simonetti (1951–1955)              |          |                 |                                                           |                |                  |                           |         |
| Luogotenente di Gran Maestro: Ernesto Paternò Castello di Carcaci (1955–1962)           |          |                 |                                                           |                |                  |                           |         |
| 77                                                                                      |          |                 | Angelo de Mojana di Cologna (1905–1988)                   | 12 maggio 1962 | 18 gennaio 1988  | Italia                    |         |
| Luogotenente interinale: Giancarlo Pallavicini (1988)                                   |          |                 |                                                           |                |                  |                           |         |
| 78                                                                                      |          |                 | Andrew Bertie (1929–2008)                                 | 12 aprile 1988 | 7 febbraio 2008  | Regno Unito               |         |
| Luogotenente interinale: Giacomo Dalla Torre del Tempio di Sanguinetto (2008)           |          |                 |                                                           |                |                  |                           |         |
| 79                                                                                      |          |                 | Matthew Festing (1949–2021)                               | 11 marzo 2008  | 28 gennaio 2017  | Regno Unito               | Dimesso |
| Luogotenente interinale: Ludwig Hoffmann-Rumerstein (2017)                              |          |                 |                                                           |                |                  |                           |         |
| Luogotenente di Gran Maestro: Giacomo Dalla Torre del Tempio di Sanguinetto (2017–2018) |          |                 |                                                           |                |                  |                           |         |
| 80                                                                                      |          |                 | Giacomo Dalla Torre del Tempio di Sanguinetto (1944–2020) | 2 maggio 2018  | 29 aprile 2020   | Italia                    |         |
| Luogotenente interinale: Ruy Gonçalo do Valle Peixoto de Villas Boas (2020)             |          |                 |                                                           |                |                  |                           |         |
| Luogotenente di Gran Maestro: Marco Luzzago (2020–2022)                                 |          |                 |                                                           |                |                  |                           |         |
| Luogotenente interinale: Ruy Gonçalo do Valle Peixoto de Villas Boas (2022)             |          |                 |                                                           |                |                  |                           |         |
| Luogotenente di Gran Maestro: John Timothy Dunlap (2022-2023)                           |          |                 |                                                           |                |                  |                           |         |
| 81                                                                                      |          |                 | John Timothy Dunlap (1957–)                               | 3 maggio 2023  |                  | Canada                    |         |